# Феодор Ростовский
Феодор Ростовский (ум. 1409) — преподобный Русской православной церкви; основатель и первый игумен Ростовского Борисоглебского монастыря.
О его мирской жизни сведений почти не сохранилось. Во второй половине XIV века Феодор пришел из Новгородской земли и поселился в лесу вблизи большой дороги, шедшей из Каргополя и Белаозера в Москву и Ростов. Три года он питался доброхотными подаяниями, для чего вывешивал на дереве около проезжей дороги кузов; что находил в кузове, все разделял с посещавшими его нищими.

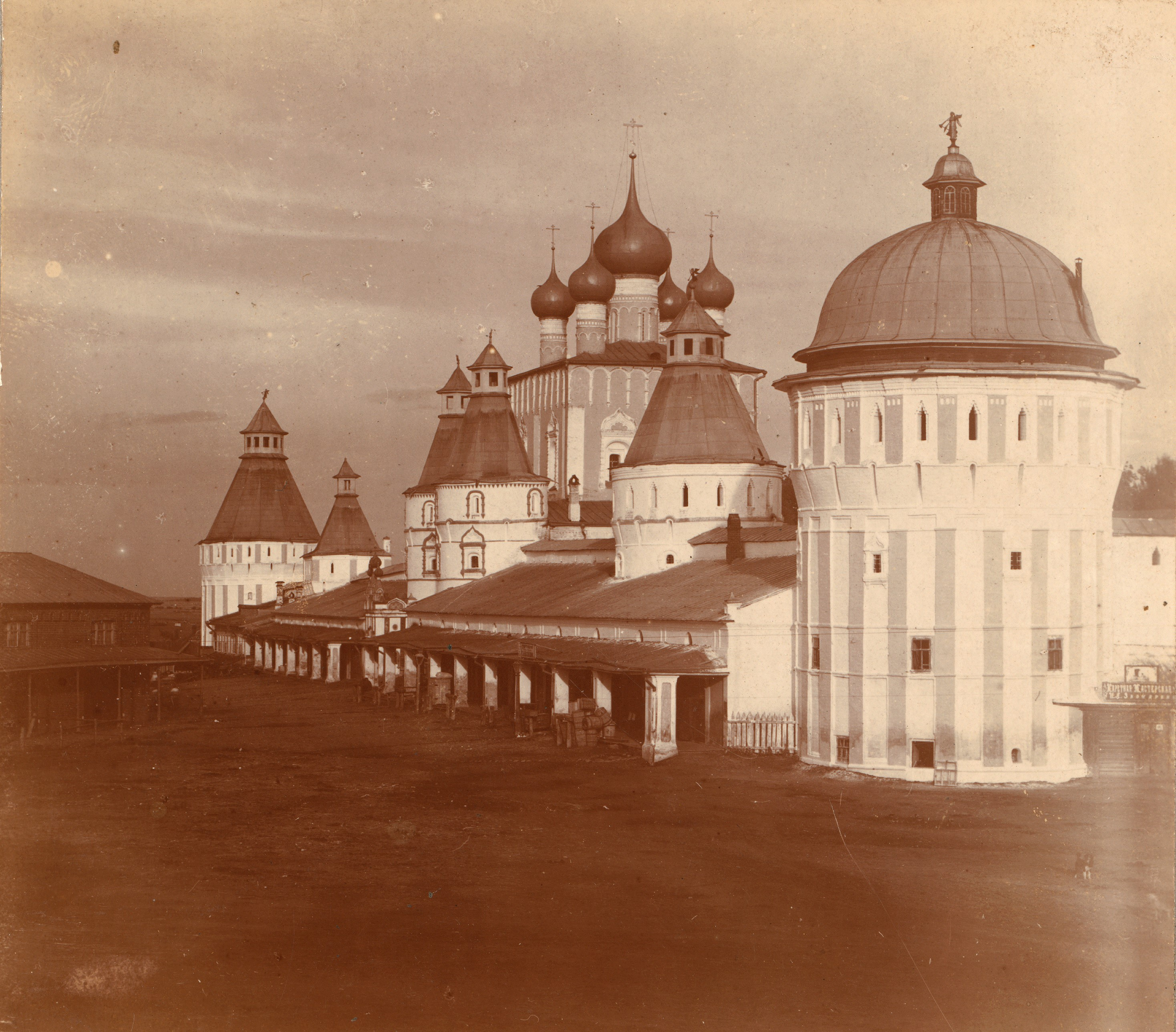
Борисоглебский монастырь

Когда пришёл к нему инок Павел, впоследствии причисленный к лику преподобных, то они решили вместе построить монастырь. Прибывший в то время в Ростов преподобный Сергий Радонежский по их просьбе указал им место для обители на берегу реки Устьи. Ободренные благословением отца Сергия и явлением им великих страстотерпцев Бориса и Глеба, Феодор и Павел построили церковь и кельи для монахов, собрали братию, получили во владение различные угодья и рыбные ловли на Белом озере.
Весть о монастыре разлетелась по округе, и скоро там стало довольно многолюдно, и стремившийся к уединению Федор вскоре передал игуменство Павлу и покинул обитель ища уединения; он основал в глуши Ковженский Николаевский монастырь, и только почувствовав близость смерти, он вернулся в Борисоглебскую обитель, где и скончался 22 октября 1409 года. Вскоре после него скончался и Павел.
Память отмечается им обоим одновременно — 22 октября, в иконописном же подлиннике они упоминаются под 8 ноября; отсутствие жития преподобных с избытком восполняет повесть о самом Борисоглебском монастыре, написанная на месте в начале второй половины XVI века и сохранившаяся в одном сборнике Троице-Сергиевой лавры. Их память празднуется также вместе с Собором Радонежских святых.